# Азадистан
Азадистан (азерб. Azadıstan, буквально Страна Свободы) — государство, провозглашённое на территории Иранского Азербайджана в начале 1920 года Демократической партией, возглавляемой Шейхом Хиябани, и просуществовавшее до сентября 1920 года, когда движение было подавлено иранскими войсками.

## История
Демократическая партия Южного Азербайджана начала свою открытую деятельность в 1917 году, а 9 апреля того же года вышел в свет первый номер газеты «Таджаддуд».
Османская армия, оккупировавшая иранские земли во время Первой мировой войны, заняла города Тебриз и Урмия. Шейх Мохаммад Хиябани и его товарищи, выступавшие против оккупации азербайджанской территории османской армией, были арестованы и увезены, когда войска покинули Тебриз. После вывода османской армии в ноябре 1918 года Хиябани вернулся в Иран и возобновил деятельность Демократической партии Азербайджана. В мае 1920 года в Тебризе был организован большой митинг под руководством Демократической партии, на котором призвали к усилению борьбы против империалистов и иранских реакционных сил. В ходе митинга было сказано, что «Азербайджан всегда был лидером свободы на протяжении всей истории Ирана» и предложено «по этой причине правильнее называть его «Азадистан» (страна свободы), а не провинцией Азербайджана». Предложение было принято участниками митинга. После этого митинга восстание распространилось на другие города Азербайджана: Зенджан, Марага, Мияна, Ахар, Хой, а затем и в Ардебиле. 22 июня 1920 года Демократическая партия Азербайджана единогласно решила сформировать национальное правительство. Председателем национального правительства был избран шейх Мохаммад Хиябани. 22 июня 1920 года Хиябани переехал в Алагапи в качестве премьер-министра. Это было первое демократическое национальное правительство в истории Южного Азербайджана. Вместо слова «Азербайджан» на всех досках и государственных листовках было написано «провинция Азадистан». Ряд противников Хиябани, в том числе доктор Зейналабдин хан, Мирза Багир Талия, Гусейнага Фишангчи (редактор газеты «Тебриз»), Султанзаде и другие, начали работать против восстания и тайно ушли в Эйнуддовлу. Другая группа во главе с редактором газеты «Клиди-Ниджат» Г. Рзазаде, подчинённой немецкой организации Kart Vispcho, под названием Социал-демократическая партия начала работать против Демократической партии Азербайджана. Он встретился с главой британского политического управления Хиябани, который приехал сюда, чтобы изучить ситуацию в Тебризе, и спросил его, каковы требования Азербайджана. Хиябани сказал: «Азербайджан является неотъемлемой провинцией Ирана. Народ Азербайджана хочет реализации конституции, которую он купил ценой собственной крови, а также практики консультаций и реформ во всей стране».
Как глава национального правительства, Хиябани начал реформы в Тебризе. В частности, он расширил жандармерию и создал под своим руководством Национальную гвардию. Руководителем образования был назначен известный азербайджанский просветитель Абулгасим Фуюзати. Она открыла две женские школы, Мухаммадия и Хикмет. Хиябани поручил вести в школах обучение на азербайджанском языке, пригласив нескольких учителей из иранской школы Иттихадийей в Баку. Он поручил изучать в школах персидский язык на азербайджанском языке. Главный финансовый директор и заместитель судьи, присланные из Тегерана, были возвращены в Тегеран, и были назначены новые люди. Хиябани придавал большое значение восстановлению мира в провинции. Прибывшие в Тебриз иностранцы говорили о высоком уровне мира в провинции, когда Хиябани был главой национального правительства. Вся административная работа, публикации, митинги и выступления проводились на турецком языке.
Чтобы подавить восстание и мятежников, Мирзе Хусейн хану Хашими, сыну Багир хана Саларимилли, начальнику Тебризской национальной гвардии и начальнику Тебризских казаков, было приказано атаковать Алагапи. После четырёх дней боев правительство Азадистана было распущено. Хиябани был убит 14 сентября 1920 года.

## Рекомендации
- Иранский Азербайджан
- История Азербайджана